# Quehenberger Logistics
Quehenberger Logistics ist ein Full-Service-Logistics Provider und Spezialist für ganzheitliche Branchenlösungen für Industrie und Handel mit Schwerpunkt Zentral- und Osteuropa. Das eigentümergeführte, mittelständische Unternehmen mit Sitz in Straßwalchen bei Salzburg beschäftigt mehr als 4.000 Mitarbeiter an über 90 Standorten in 17 Ländern.

## Geschichte
1948 wurde das Speditionsunternehmen Lausenhammer in Seekirchen am Wallersee gegründet. Der spätere Eigentümer und Namensgeber Rudolf Quehenberger stieg 1965 bei Lausenhammer ein und brachte sich nachfolgend Stück für Stück mehr in den Betrieb ein. Nach dem Ausscheiden von Mario Lausenhammer, dem letzten Mitglied der Gründungsfamilie, wurde das Unternehmen 1983 in „R. Quehenberger Spedition“ umbenannt.
Mit dem Fall des Eisernen Vorhangs 1989 wagte Quehenberger erste Schritte in Richtung Osten. Daraus resultierte 1992 eine Niederlassung in Ungarn. Belarus, Ukraine, Slowakei und Rumänien folgten.
Der Umwandlung in eine Aktiengesellschaft folgte 2001 eine Übernahme durch die luxemburgische Unternehmensgruppe Thiel Logistik, die zuerst mit 51 Prozent einstieg und sich später die restlichen Anteile sicherte. 2008 wurde das Unternehmen schließlich völlig in den Mutterkonzern integriert und in Logwin umbenannt.
2010 kaufte AUGUSTIN Network GmbH unter dem ehemaligen Quehenberger Mitarbeiter Christian Fürstaller die Marktrechte für Osteuropa von Logwin AG zurück. Am 1. April 2010 wurde der Name Quehenberger Logistics wieder als Markenname eingeführt. Rudolf Quehenberger ist an diesem Unternehmen mit rund 10 % beteiligt.
Ende 2012 erwarb die Unternehmensgruppe den Express- und Kurierdienstleister X1 EXPRESS. Anfang 2014 übernahm Quehenberger fünf Landesgesellschaften in Osteuropa von Logwin (Kroatien, Bulgarien, Rumänien, Serbien und Mazedonien). 2014 wurde die deutsche Transalkim Internationale Spedition GmbH und das Unternehmen Günter Bauer Transportgesellschaft übernommen. Im Jahr 2015 fand die Umfirmierung von X1 EXPRESS GmbH in QX, Quehenberger Express GmbH statt. Ebenfalls 2015 stieg Quehenberger wieder in das Geschäftsfeld Air + Ocean ein und gründete das Unternehmen Quehenberger Air + Ocean GmbH. 2017 wurden acht neue Logistikstandorte eröffnet und die Warehouseflächen-Marke von 300.000 m² überschritten. 2018 wurde die Alpin Spedition GmbH übernommen, die Präsenz in Osteuropa um die Märkte Polen und Kasachstan erweitert und auch ein Standort in Schweden gegründet. 2019 überschritt Quehenberger Logistics die Warehouseflächen-Marke von 500.000 m². 2020 feierte das Unternehmen das 10-jährige Bestehen der Marke Quehenberger Logistics.
Im Mai 2023 wurde Quehenberger durch den Logistikdienstleister Geis Global Logistics übernommen.